# Ensemble Ortskern Thiersheim

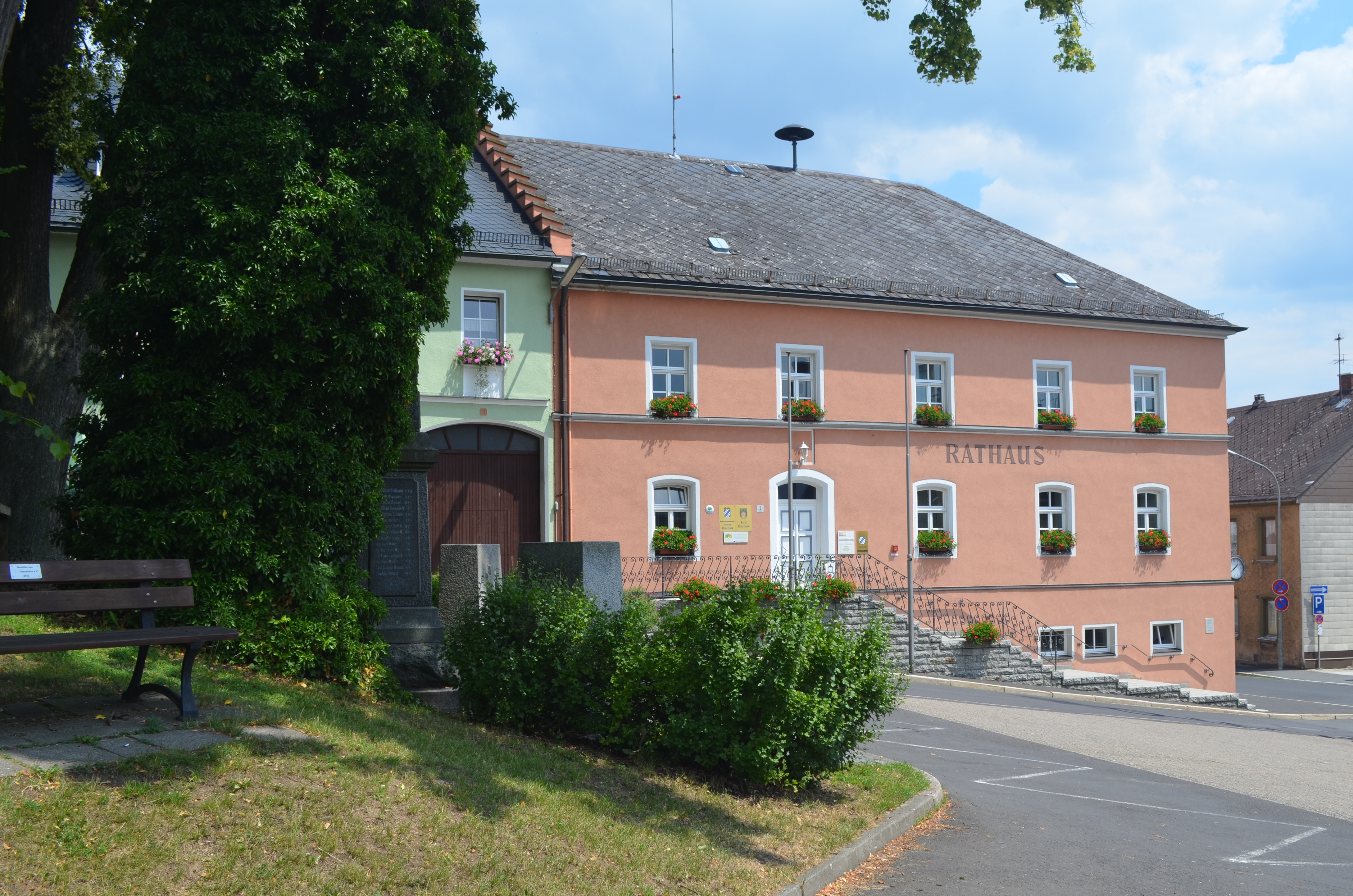
Rathaus in Thiersheim

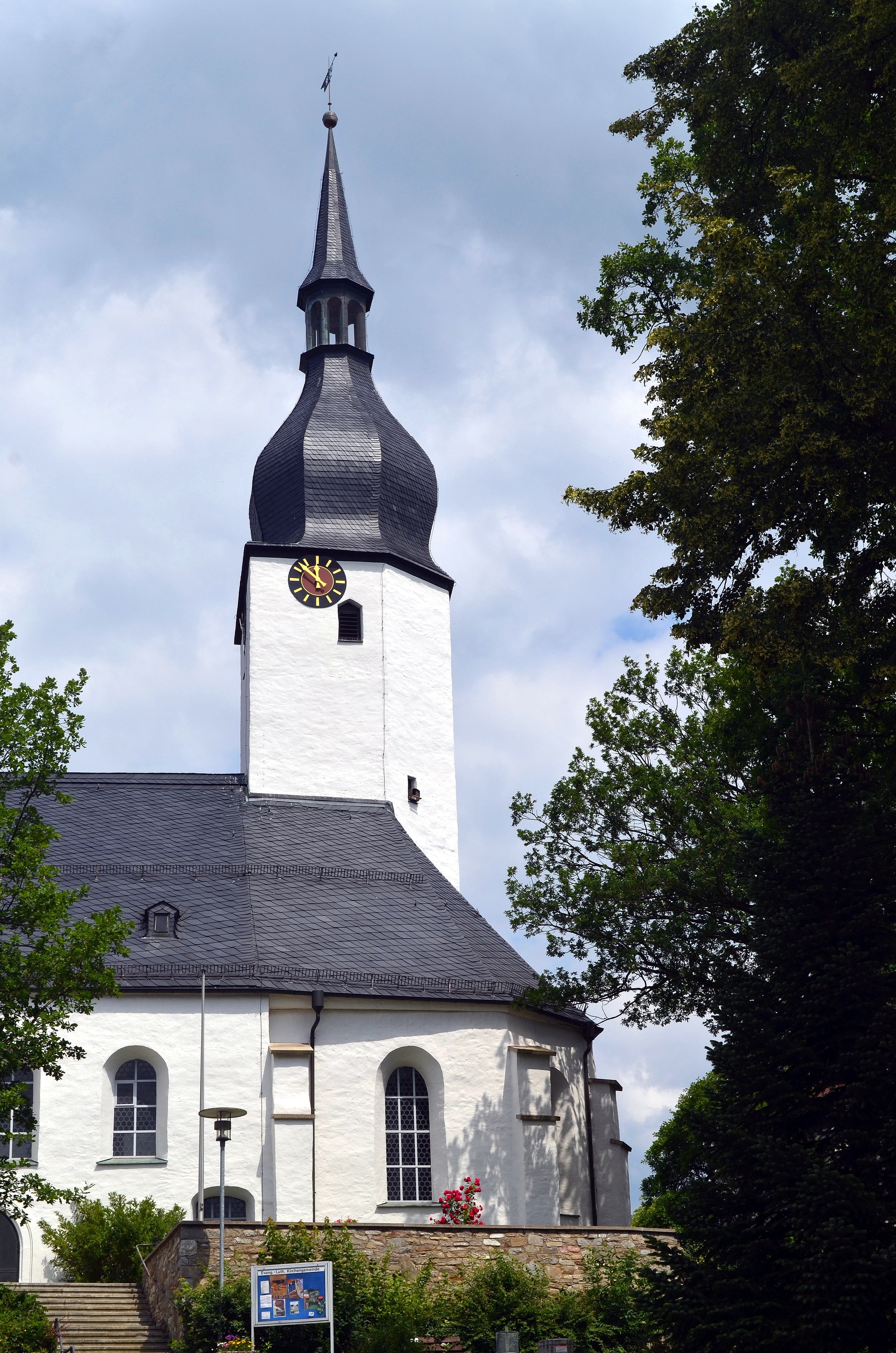
Kirche St. Ägidius

Das Ensemble Ortskern in Thiersheim, einer Marktgemeinde im oberfränkischen Landkreis Wunsiedel im Fichtelgebirge in Bayern, ist ein Bauensemble, das unter Denkmalschutz steht. Es umfasst neben dem unterhalb von Kirche und dem Kirchhof angelegten Marktplatz mit regelmäßigem Grundriss die in West-Ost-Richtung verlaufende Hauptstraße und den westlich folgenden Siedlungsbereich der sogenannten Vorstadt.

## Geschichte
Die Entwicklung des 1182 erstmals erwähnten Marktfleckens ist eng mit den Trassen der Reichsstraßen Frankfurt am Main-Eger und Regensburg-Magdeburg verbunden. Der älteste Bereich des Ortes befindet sich auf der Anhöhe mit der Kirche, dem Standort des Burghofes und mehreren Höfen. Im Reichsland Eger gelegen, kam Thiersheim nach mehreren Herrschaftswechseln vom 15. bis zum späten 18. Jahrhundert in den Besitz der Burggrafen von Nürnberg. Neben der Landwirtschaft prägten vom ausgehenden Mittelalter bis zum frühen 20. Jahrhundert der Erzbergbau, die Weberei, der Specksteinabbau und die Kalkbrennerei die Wirtschaftsstruktur. 1791 gelangte der Ort an das Königreich Preußen und 1810 an das Königreich Bayern.

## Beschreibung
Der stark ansteigende Marktplatz ist mit schmucklosen zweigeschossigen Traufseithäusern bebaut, die zum Teil aus dem 19. Jahrhundert stammen. An der oberen, nördlichen Seite liegt die im Kern spätromanische Pfarrkirche mit charakteristischem Kuppelturm. Kirche und Kirchhof sind in einen viereckigen Baublock einbezogen. 
Die unterhalb des Marktplatzes verlaufende Hauptstraße besitzt noch geschlossene Reihen schlichter zweigeschossiger Traufseithäuser im Biedermeierstil. Neben der Mehrheit der Gebäude aus dem 19. Jahrhundert sind in diesem Bereich noch einige mit älteren Stilelementen vorhanden. 
Das Ensemble umfasst in der Hauptstraße fast die gesamte Distanz zwischen den ehemaligen Stadttoren Wunsiedler und Egerer Tor. Den nördlichen Ausgang bildete oberhalb der Kirche das ebenfalls nicht mehr existierende Thiersteiner Tor. Die Straßennamen Oberer und Unterer Stadtgraben weisen auf die frühere äußere Grenze der Marktsiedlung hin. 
Westlich der Hauptstraße, vor dem ehemaligen Wunsiedler Tor, weitet sich der Straßenraum zur Vorstadt auf. Der kleine trapezförmige Platz wird durch giebelständige Gebäude ebenso geprägt wie durch biedermeierliche Bebauung, die dem Bild an der Hauptstraße und dem Marktplatz entspricht.

## Einzeldenkmäler
Siehe: Liste der Baudenkmäler in Thiersheim